# Lotte Department Store

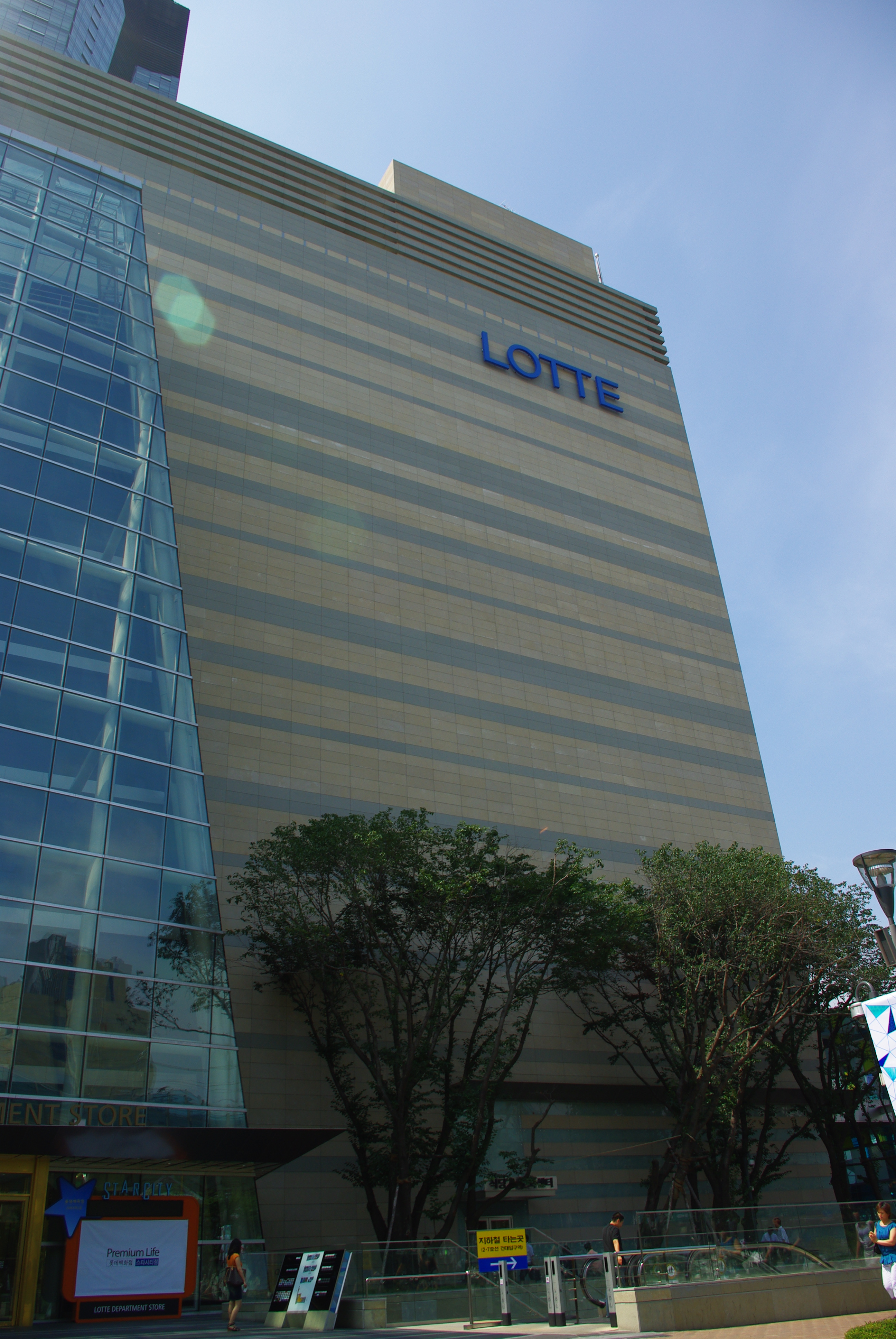
Cửa hàng Lotte Department Store tại tòa nhà Star City, Seoul mở vào tháng 10 năm 2008

Lotte Department Store là một công ty bán lẻ của Hàn Quốc được thành lập vào năm 1979, có trụ sở chính tại Sogong-dong, Jung-gu, Seoul, Hàn Quốc. Lotte Department Store cung cấp dịch vụ và hàng hóa tiêu dùng bán lẻ và là một trong 8 đơn vị kinh doanh của Lotte Shopping. Những công ty khác của Tập đoàn Lotte gồm cửa hàng giảm giá Lotte Mart và siêu thị Lotte Super.

## Cửa hàng
Khu vực thủ đô Seoul
- Cửa hàng chính (본점), Young Plaza Myeondong (명동 영플라자) & Avenuel Main Store (에비뉴엘 본점) tại Jung-gu, Seoul
- Cửa hàng Jamsil (잠실점) & Avenuel World Tower (에비뉴엘 월드타워점) tại Songpa-gu, Seoul
- Cửa hàng Yeongdeungpo (영등포점) tại Yeongdeungpo-gu, Seoul
- Cửa hàng Cheongnyangni (청량리점) & Lotte Cheongnyangni Plaza (롯데 청량리 플라자) tại Dongdaemun-gu, Seoul
- Cửa hàng Gwanak (관악점) tại Gwanak-gu, Seoul
- Cửa hàng Gangnam (강남점) tại Gangnam-gu, Seoul
- Cửa hàng Nowon (노원점) tại Nowon-gu, Seoul
- Cửa hàng Mia (미아점) tại Gangbuk-gu, Seoul
- Cửa hàng Star City (스타시티점) tại Gwangjin-gu, Seoul
- Cửa hàng sân bay Gimpo (김포공항점) tại Gangseo-gu, Seoul
- Cửa hàng Incheon (인천점) tại Namdong-gu, Incheon
- Cửa hàng Bupyeong (부평점) tại Bupyeong-gu, Incheon
- Cửa hàng Bundang (분당점) tại Bundang-gu, Seongnam, Gyeonggi-do
- Cửa hàng Ilsan (일산점) tại Ilsandong-gu, Goyang, Gyeonggi-do
- Cửa hàng Anyang (안양점) tại Manan-gu, Anyang, Gyeonggi-do
- Cửa hàng Pyeongchon (평촌점) tại Dong-an-gu, Anyang, Gyeonggi-do